# Grammascosoecia
Grammascosoecia is een monotypisch geslacht van mosdiertjes uit de familie van de Petaloporidae en de orde Cyclostomatida. De wetenschappelijke naam ervan werd in 1922 voor het eerst geldig gepubliceerd door Ferdinand Canu en Ray Smith Bassler.

## Soort
- Grammascosoecia porosa Canu & Bassler, 1922